# 닝치 마인링 공항
린즈 미린 공항은 닝치 마이닝 공항으로도 불리며, IATA: LZY, ICAO: ZUNZ는 중국 티베트 자치구린즈시미린시에 있는 군용 및 민간 겸용 공항이다. 공항이 구불구불한 계곡에 있어 세계에서 가장 어려운 계기 비행 접근 중 하나로 꼽힌다.

## 운항
닝치 공항은 티베트에서 세 번째로 운항을 시작한 공항이다. 중국민용항공총국(CAAC)의 투자를 포함하여 7억 8천만 위안(9,618만 미국 달러)의 비용으로 건설된 이 공항은 해발 2,949미터에 위치하며, 다른 두 민간 공항보다 낮고, 연간 승객 12만 명을 처리하도록 설계되었다.
항공기가 접근하기 가장 어려운 공항 중 하나로 알려진 닝치 공항은 티베트고원 남동부의 야를룽 창포 강 계곡에 위치하며, 일 년 내내 구름과 안개에 휩싸인 해발 4,000-미터-m (13,000 ft) 이상의 산들로 둘러싸여 있다. 항공기는 좁고 구불구불한 강 계곡을 통과하여 공항에 접근해야 한다. 가장 좁은 비행 경로는 계곡을 따라 한 산등성이에서 반대편 산등성이까지 4km도 채 되지 않는다. 기상 데이터에 따르면, 매년 공항을 운항하기에 적합한 날씨는 총 100일에 불과하다.
상업 항공기의 첫 착륙은 2006년 7월 12일 중국국제항공의 승객 없는 보잉 757에 의해 이루어졌다. 6주 후, 공항은 승객을 태운 첫 상업 비행기를 맞이했다. 공항은 필수 항행 성능(RNP) 접근 절차를 사용하여 주변 계곡을 통해 활주로 종단 근처까지 계기 접근 지침을 제공한다.

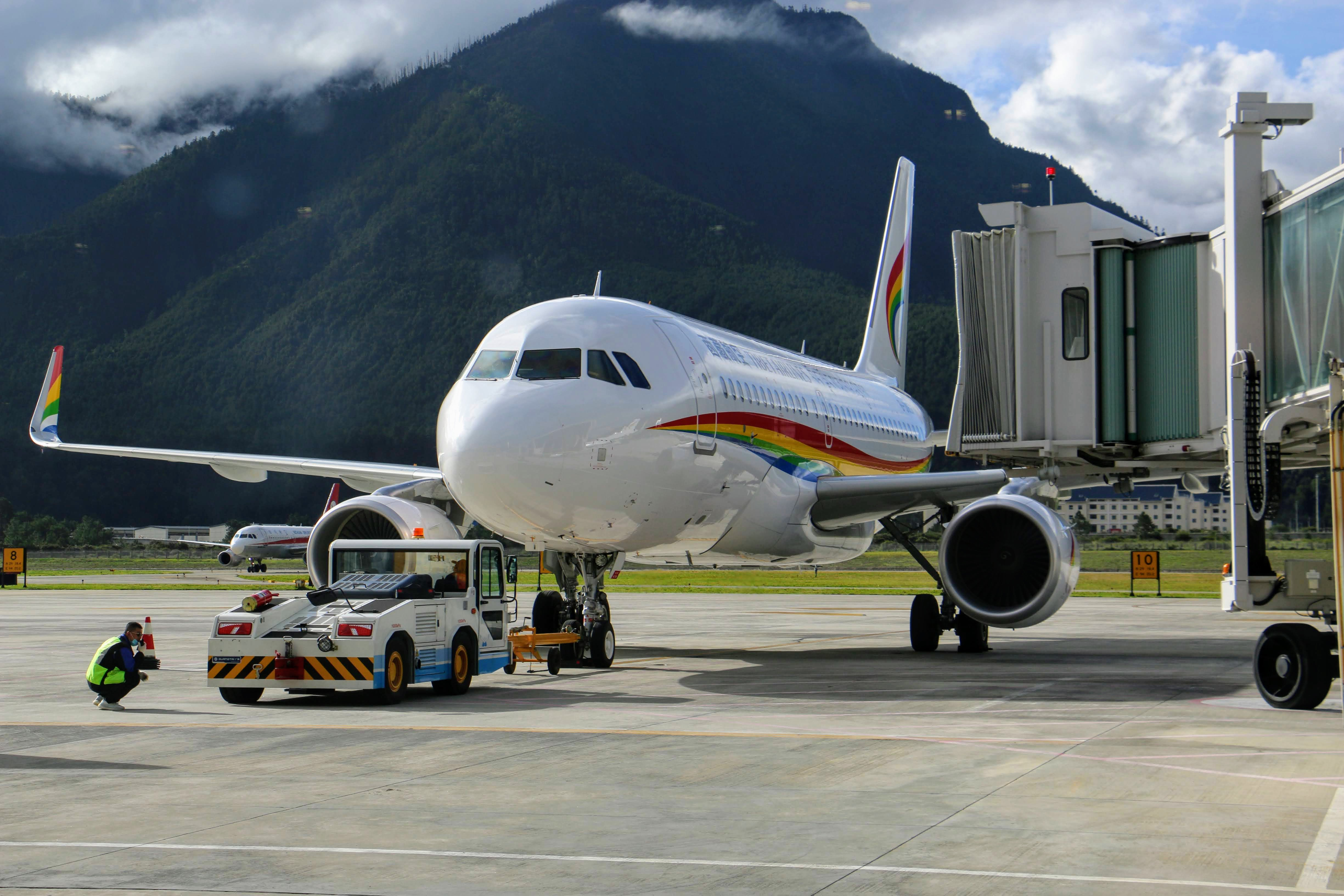
LZY 린즈 미린 공항의 티베트 항공 A319

## 항공사와 목적지
| 항공사       | 목적지                                                                               |
| ------------ | ------------------------------------------------------------------------------------ |
| 중국국제항공 | 베이징 수도 국제공항, 청두 톈푸 국제공항                                             |
| 중국남방항공 | 광저우 바이윈 국제공항                                                               |
| 충칭 항공    | 충칭 장베이 국제공항                                                                 |
| 쓰촨 항공    | 청두 솽류 국제공항, 청두 톈푸 국제공항, 충칭 장베이 국제공항, 시안 셴양 국제공항     |
| 티베트 항공  | 청두 솽류 국제공항, 충칭 장베이 국제공항, 허페이 신차오 국제공항, 시안 셴양 국제공항 |
| 서부항공     | 충칭 장베이 국제공항                                                                 |

## 같이 보기
- 중화인민공화국의 공항 목록